# 2017-es Formula–E Monte-Carlo nagydíj
A 2017-es Monaco nagydíjat május 13-án, a 2016–2017-es Formula–E bajnokság ötödik futamaként rendezték. A pole-pozíciót Sébastien Buemi szerezte meg, és a futamon is ő diadalmaskodott.

## Időmérő
| Helyezés | Rajtszám | Versenyző              | Csapat            | Idő      | Hátrány | Rajthely |
| -------- | -------- | ---------------------- | ----------------- | -------- | ------- | -------- |
| 1        | 9        | Sébastien Buemi        | e.Dams-Renault    | 53.313   | —       | 1        |
| 2        | 11       | Lucas di Grassi        | Audi Sport ABT    | 53.550   | +0.237  | 2        |
| 3        | 3        | Nelson Piquet Jr.      | NextEV NIO        | 53.606   | +0.293  | 3        |
| 4        | 25       | Jean-Éric Vergne       | Techeetah-Renault | 53.756   | +0.443  | 4        |
| 5        | 5        | Maro Engel             | Venturi           | 55.013   | +1.700  | 5        |
| 6        | 19       | Felix Rosenqvist       | Mahindra          | 53.609   | —       | 6        |
| 7        | 37       | José María López       | Virgin-Citröen    | 53.666   | +0.057  | 7        |
| 8        | 23       | Nick Heidfeld          | Mahindra          | 53.687   | +0.078  | 8        |
| 9        | 66       | Daniel Abt             | Audi Sport ABT    | 53.725   | +0.116  | 9        |
| 10       | 2        | Sam Bird               | Virgin-Citröen    | 53.729   | +0.120  | 10       |
| 11       | 4        | Stéphane Sarrazin      | Venturi           | 53.846   | +0.237  | 11       |
| 12       | 6        | Loïc Duval             | Dragon-Penske     | 53.929   | +0.290  | 20       |
| 13       | 27       | Robin Frijns           | Andretti-BMW      | 54.034   | +0.395  | 12       |
| 14       | 33       | Esteban Gutiérrez      | Techeetah-Renault | 54.092   | +0.453  | 13       |
| 15       | 20       | Mitch Evans            | Jaguar            | 54.115   | +0.478  | 14       |
| 16       | 88       | Oliver Turvey          | NextEV NIO        | 54.522   | +0.923  | 15       |
| 17       | 28       | António Félix da Costa | Andretti-BMW      | 54.631   | +1.021  | 16       |
| 18       | 47       | Adam Carroll           | Jaguar            | 55.031   | +1.322  | 17       |
| 19       | 8        | Nico Prost             | e.Dams-Renault    | 55.081   | +1.572  | 18       |
| 20       | 7        | Jérôme d’Ambrosio      | Dragon-Penske     | 1:00.636 | +7.027  | 19       |

## Futam
| Helyezés | Rajtszám | Versenyző              | Csapat            | Kör | Idő/Kiesés oka | Rajthely | Pont |
| -------- | -------- | ---------------------- | ----------------- | --- | -------------- | -------- | ---- |
| 1[a]     | 9        | Sébastien Buemi        | e.Dams-Renault    | 51  | 51:05.488      | 1        | 28   |
| 2        | 11       | Lucas di Grassi        | Audi Sport ABT    | 51  | +0.320         | 2        | 18   |
| 3        | 23       | Nick Heidfeld          | Mahindra          | 51  | +13.678        | 8        | 15   |
| 4        | 3        | Nelson Piquet Jr.      | NextEV NIO        | 51  | +19.074        | 3        | 12   |
| 5        | 5        | Maro Engel             | Venturi           | 51  | +19.518        | 5        | 10   |
| 6        | 19       | Felix Rosenqvist       | Mahindra          | 51  | +19.599        | 6        | 8    |
| 7        | 66       | Daniel Abt             | Audi Sport ABT    | 51  | +20.430        | 9        | 6    |
| 8        | 33       | Esteban Gutiérrez      | Techeetah-Renault | 51  | +32.295        | 13       | 4    |
| 9        | 8        | Nico Prost             | e.Dams-Renault    | 51  | +35.667        | 18       | 2    |
| 10       | 20       | Mitch Evans            | Jaguar            | 51  | +38.410        | 14       | 1    |
| 11       | 28       | António Félix da Costa | Andretti-BMW      | 51  | +1:08.330      | 16       |      |
| 12       | 27       | Robin Frijns           | Andretti-BMW      | 51  | +1:14.053      | 12       |      |
| 13       | 88       | Oliver Turvey          | NextEV NIO        | 50  | +1 kör         | 15       |      |
| 14       | 47       | Adam Carroll           | Jaguar            | 50  | +1 kör         | 17       |      |
| 15       | 4        | Stéphane Sarrazin      | Venturi           | 49  | +2 kör         | 11       |      |
| Ki       | 37       | José María López       | Virgin-Citröen    | 43  | Felfüggesztés  | 7        |      |
| Ki       | 7        | Jérôme d’Ambrosio      | Dragon-Penske     | 43  | Erőforrás      | 19       |      |
| Ki       | 6        | Loïc Duval             | Dragon-Penske     | 40  | Fékek          | 20       |      |
| Ki[b]    | 2        | Sam Bird               | Virgin-Citröen    | 36  | Felfüggesztés  | 10       | 1    |
| Ki       | 25       | Jean-Éric Vergne       | Techeetah-Renault | 20  | Baleset        | 4        |      |

Megjegyzés:
- ↑ a:  - +3 pont a pole-pozícióért
- ↑ b:  - +1 pont a leggyorsabb körért

## A világbajnokság állása a verseny után
(Teljes táblázat)
| H  | Versenyzők       | Pont | H  | Konstruktőrök     | Pont |
| -- | ---------------- | ---- | -- | ----------------- | ---- |
| 1. | Sébastien Buemi  | 104  | 1. | e.Dams-Renault    | 152  |
| 2. | Lucas di Grassi  | 89   | 2. | Audi Sport ABT    | 115  |
| 3. | Nicolas Prost    | 48   | 3. | Mahindra          | 60   |
| 4. | Jean-Éric Vergne | 40   | 4. | Techeetah-Renault | 45   |
| 5. | Sam Bird         | 34   | 5. | Virgin-Citröen    | 44   |

- Jegyzet: Csak az első 5 helyezett van feltüntetve mindkét táblázatban.